# 布龍巴赫河 (施瓦本雷扎特河支流)
49°07′25″N 11°00′14″E / 49.123731°N 11.003848°E
布龍巴赫河（德語：Brombach），是德國的河流，位於該國東南部，由巴伐利亞負責管轄，屬於施瓦本雷扎特河的左支流，河道全長17公里，流域面積67平方公里，河口處在普萊恩費爾德東北面。